# 蔣勳
蔣勳（1947年1月8日—），出生於陝西省西安市，福建長樂人，成長於臺北市，為畫家以及作家。2020年初新冠疫情爆發前曾旅居倫敦，同年3月回國，並駐村於台東池上龍仔尾

## 生平
蔣勳，祖籍福建省福州市长乐区江田镇三溪村，出生於西安，戰後舉家移居台灣。自小成長於台北大龍峒。高中就讀臺北市私立強恕高級中學，受陳永善（即陳映真）老師影響，在其指導的文藝社和話劇團創作 。
曾任教於東海大學美術系。

## 作品
其畫作以花卉、水景繪畫為主。畢業於中國文化大學史學系和藝術研究所。於1972年到法國留學，1976年返台。在繪畫創作之餘，蔣勳也從事寫作，他出版過多本詩集、並曾擔任台灣早期美術刊物雄獅美術的主編（總編輯）。
曾得過中國時報新詩推薦獎以及吳魯芹文學獎。1966年參加耕莘青年寫作會舉辦的寫作班，後來進而成為授課教師。他也做過廣播節目《文化廣場》、此節目由台灣警察廣播電台播出，獲得了1988年的金鐘獎。自2004年起，於IC之音電台．FM97.5（竹科廣播股份有限公司）主持每週五晚間八點「美的沉思」節目，並以此節目獲得2005年廣播金鐘獎最佳藝術文化主持人獎。2021年起，與阿佑共同錄製「美的沉思 回來認識自己」podcast節目並於網上放送。

### 著作
- 《希望我能有條船》(絕版)（爾雅，1986年）
- 《大度·山》（爾雅，1987年）
- 《多情應笑我》（爾雅，1989年）
- 《今宵酒醒何處》(絕版)（爾雅，1990年）
- 《中國美術史》（台灣東華，1990年）
- 《傳說》(絕版)（皇冠，1990年）
- 《祝福》(絕版)（東潤，1991年）
- 《眼前即是如畫的江山》(絕版)（東潤，1991年）
- 《因為孤獨的緣故》（時報，1993年）
- 《來日方長》（新自然主義，1995年）
- 《人與地》（東潤，1995年）
- 《島嶼獨白》（聯合文學，1997年）
- 《美的沉思》（雄獅美術，1998年）
- 《寫給 Ly's M--1999》（聯合文學，2000年）
- 《給青年藝術家的信》（聯經出版，2004年）
- 《舞動白蛇傳》（遠流，2004年）
- 《只為一次無憾的春天》（圓神出版，2005年）
- 《舞動紅樓夢》（遠流，2005年）
- 《破解達文西密碼》（天下文化，2006年）
- 《破解米開朗基羅》（天下文化，2006年）
- 《美的覺醒》（遠流，2006年）
- 《來日方長：蔣勳詩畫集》（天下文化，2007年）
- 《孤獨六講》（聯合文學，2007年）
- 《舞動九歌》（遠流，2007年）
- 《身體美學：讓你的身心永遠從容自得》（遠流，2008年）
- 《感覺十書：蔣勳談美》（聯經出版，2009年）
- 《生活十講》（聯合文學，2009年）
- 《少年台灣》（聯合文學，2009年）
- 《孤獨六講有聲書》（有鹿文化，2009年）
- 《漢字書法之美：舞動行草》（遠流，2009年）
- 《手帖：南朝歲月》（印刻，2010年）
- 《此生：肉身覺醒》（有鹿文化，2011年）
- 《蔣勳紅樓夢青年版》]（財團法人趨勢教育基金會，2012年）
- 《新編美的曙光》（有鹿文化，2012年）
- 《此時眾生》（有鹿文化，2012年）
- 《萍水相逢：蔣勳的第一本散文集》（爾雅，2012年）
- 《九歌：諸神復活》（遠流，2012年）
- 《多情應笑我：蔣勳朗讀東坡》（財團法人趨勢教育基金會，2012年）
- 《夢紅樓》（遠流，2013年）
- 《微塵眾：紅樓夢小人物1》（遠流，2014年）
- 《微塵眾：紅樓夢小人物2》（遠流，2014年）
- 《微塵眾：紅樓夢小人物3》（遠流，2014年）
- 《微塵眾：紅樓夢小人物4》（遠流，2015年）
- 《微塵眾：紅樓夢小人物5》（遠流，2015年）
- 《吳哥之美》（遠流，2013年）
- 《肉身供養》（有鹿文化，2013年）
- 《捨得，捨不得：帶著金剛經旅行》（有鹿文化，2014年）
- 《金剛般若波羅蜜經：蔣勳手抄》（有鹿文化，2014年）
- 《微塵世界：蔣勳念誦金剛經（有聲書）》（有鹿文化，2014年）
- 《寫給大家的西方美術史》 （湖南美術出版社，2015年）
- 《池上日記》（有鹿文化，2016年）
- 《池上印象》（有鹿文化，2016年）
- 《說文學之美：感覺宋詞》（有鹿文化，2017年）
- 《說文學之美：品味唐詩》（有鹿文化，2017年）
- 《雲淡風輕：談東方美學》（有鹿文化，2018年）
- 《歲月靜好：蔣勳 日常功課》（時報出版，2019年）
- 《蔣勳散文》（長江文藝出版社，2019年）
- 《龍仔尾.貓》（有鹿文化，2022年）
- 《我的文青時代》（有鹿文化，2023年）

### 影音作品
- 《蔣勳・紅樓夢青年版》（2019年）
  - 大觀園青春記事
  - 青春・叛逆・流浪
  - 焚稿斷癡情
  - 韶華竟白頭
  - 白茫茫大地真乾淨
- 《莊子你好：逍遙遊》（2018年）
- 《哈囉！詩經》（2018年）

## 外部連結
- 蔣勳官方粉絲團 （页面存档备份，存于）
- 趨勢影音 蔣勳老師影音作品 （页面存档备份，存于）
- 2007開卷好書獎得主：蔣勳
- 2011蒋勋《富春山居图》70分钟视频；远山长，云山乱，晓山青。 （页面存档备份，存于） added by http://www.xingwang.biz/ （页面存档备份，存于）
- 公視「今天不讀書」第12集 「失憶人讀小說」+「台北風流人物--蔣勳」(上) （页面存档备份，存于）
- 公視「今天不讀書」第13集 台北風流人物--蔣勳(下) +『最想變身的小說主角』 （页面存档备份，存于）
- 轉載：水瓶子讀：蔣勳– 從羅浮宮看世界美術
- 撕扇記：美言不信的蔣勳 （页面存档备份，存于）